# Trichopoda gustavoi
Trichopoda gustavoi är en tvåvingeart som beskrevs av Mallea, Macola och Mauricio Garcia 1977. Trichopoda gustavoi ingår i släktet Trichopoda och familjen parasitflugor. Inga underarter finns listade i Catalogue of Life.